# Yumurtatepe, Kalkandere
Yumurtatepe là một xã thuộc huyện Kalkandere, tỉnh Rize, Thổ Nhĩ Kỳ. Dân số thời điểm năm 2010 là 163 người.